# Mattie Stepanek
Matthew Joseph Thaddeus Stepanek, känd som Mattie J.T. Stepanek, född 17 juli 1990 i Rockville, Maryland, död 22 juni 2004 i Washington, D.C., var en amerikansk poet som publicerade sju poesiböcker och fredsuppsatser. Innan han dog vid 13 års ålder hade han blivit känd som fredsförespråkare och talare.
Stepanek led av en sällsynt sjukdom, dysautonom mitokondriell myopati. Hans tre äldre syskon dog av samma sjukdom. Tillståndet var okänt, innan hans mor fick diagnosen mitokondriell sjukdom 1992, efter att alla fyra av barnen hade fötts.
Den 22 juni 2004 dog Stepanek i sviterna av sin diagnos. Han är begravd på Gate of Heaven Cemetery i Silver Spring i Maryland.